# Panjwai
Panjwai oder Pandschwai (auch Panjwayi, paschtunisch پنجوايي Panjwaii, persisch پنجوائی Panjwaye) ist ein Bezirk in der Provinz Kandahar mit dem Zentrum Bazar-e Pandschwai (⊙) am Fluss Arghandāb. Die Fläche beträgt 5.841 Quadratkilometer und die Einwohnerzahl 101.910 (Stand: 2022).
Die Umgebung von Bazar-e Pandschwai war im September 2006 Schauplatz der Operation Medusa.
Im Jahr 2012 erschoss ein US-Soldat im Dorf Najib Yan bei einem als „Kandahar-Massaker“ genannten Amoklauf 16 afghanische Zivilisten.
Zwei Tage nach dem Abzug der US-Truppen vom Luftwaffenstützpunkt Bagram in der Nähe von Kabul fiel der Distrikt an die Taliban.

## Dörfer und Städte
- Zangabad